# Championnats d'Océanie de VTT 2023
Navigation
Édition précédente Édition suivante
Les Championnats d'Océanie de VTT 2023 ont lieu du 19 mars au 17 septembre 2023, dans diverses villes d'Australie,,.

## Résultats

### Cross-country
| Épreuves       | Or                      | Argent               | Bronze               |
| -------------- | ----------------------- | -------------------- | -------------------- |
| Hommes élites  | Anton Cooper (NZL)      | Ben Oliver (NZL)     | Cameron Ivory (AUS)  |
| Hommes espoirs | Ethan Rose (NZL)        | Joel Dodds (AUS)     | Caleb Bottcher (NZL) |
| Hommes juniors | Cohen Jessen (AUS)      | Harry Doye (AUS)     | Levi Dougherty (AUS) |
| Femmes élites  | Rebecca Henderson (AUS) | Samara Maxwell (NZL) | Zoe Cuthbert (AUS)   |
| Femmes espoirs | Holly Lubcke (AUS)      | Mia Cameron (NZL)    | Amélie Mackay (NZL)  |
| Femmes juniors | Maria Laurie (NZL)      | Ruby Dobson (AUS)    | Ella Menigoz (AUS)   |

### Cross-country marathon
| Épreuves | Or                     | Argent             | Bronze             |
| -------- | ---------------------- | ------------------ | ------------------ |
| Hommes   | Daniel McConnell (AUS) | Jon Adams (AUS)    | Kyle Ward (AUS)    |
| Femmes   | Samara Sheppard (NZL)  | Peta Mullens (AUS) | Gina Ricardo (AUS) |

### Descente
| Épreuves | Or                 | Argent             | Bronze              |
| -------- | ------------------ | ------------------ | ------------------- |
| Hommes   | Samuel Hill (AUS)  | Oliver Davis (AUS) | Daniel Booker (AUS) |
| Femmes   | Lia Ladbrook (AUS) | Cassie Voyse (AUS) | Sacha Mills (AUS)   |

## Tableau des médailles
| Rang  | Nation           | Or | Argent | Bronze | Total |
| ----- | ---------------- | -- | ------ | ------ | ----- |
| 1     | Australie        | 6  | 7      | 8      | 21    |
| 2     | Nouvelle-Zélande | 4  | 3      | 2      | 9     |
| Total | Total            | 10 | 10     | 10     | 30    |